# Marcellino Lucchi
Marcellino Lucchi, född den 13 mars 1957 i Cesena, är en italiensk roadracingförare. Han hade en lång karriär i Grand Prix Roadracing. Lucci gjorde VM debut 1982 och körde sitt sista VM-lopp 10 oktober 2004 på Sepangbanan i Malaysia. Lucchi körde huvudsakligen i 250GP-klasen och från 1993 på Aprilia.  Lucchi vann ett Grand Prix under karriären; Italiens MotoGP 1998 i 250-klassen.